# Impressioni di jazz
Impressioni di jazz è un album live del musicista emiliano Lucio Dalla. Rappresenta un'antologia delle varie registrazioni che Dalla ha effettuato in diversi concerti con la Doctor Dixie Jazz Band, complesso jazz formatosi nei primi anni 50, di cui faceva parte inizialmente anche il regista Pupi Avati e a cui Dalla giovanissimo aveva aderito in qualità di clarinettista e voce solista. L'album è dunque un "puzzle" di esibizioni dal vivo della band, inerenti alle tournée degli anni 1983 e 1988, dove Dalla accompagnava i musicisti al clarinetto con numerosi interventi vocali in chiaro stile scat. Sono presenti classiche reinterpretazioni di famosi pezzi jazz quali Jeep's Blues di Johnny Hodges, reinterpretata anche da Duke Ellington e Flying home di Benny Goodman, nonché un omaggio a Ray Charles con la sua Georgia on My Mind

## Tracce
1. Jeeps blues - 28/3/1988: 8.06
2. Sheik of Araby - 11/2/1983: 2:28
3. Dinah - 5/3/83: 2:33
4. Back o' Town blues - 6/3/83: 3:05
5. Flying home - 5/3/83: 7:19
6. Oh lawd, You made the night too long - 5/3/83: 2:34
7. Georgia of my mind - 5/3/83: 5:07
8. Let me see - 28/3/88: 4:51
9. 2:19 blues - 28/3/88: 3:27